# ماريو كريستيان ماير
ماريو كريستيان ماير هو عالم بيئة برازيلي، ولد في 4 يونيو 1953 في سالتا في الأرجنتين.